# Якуб Вуєк

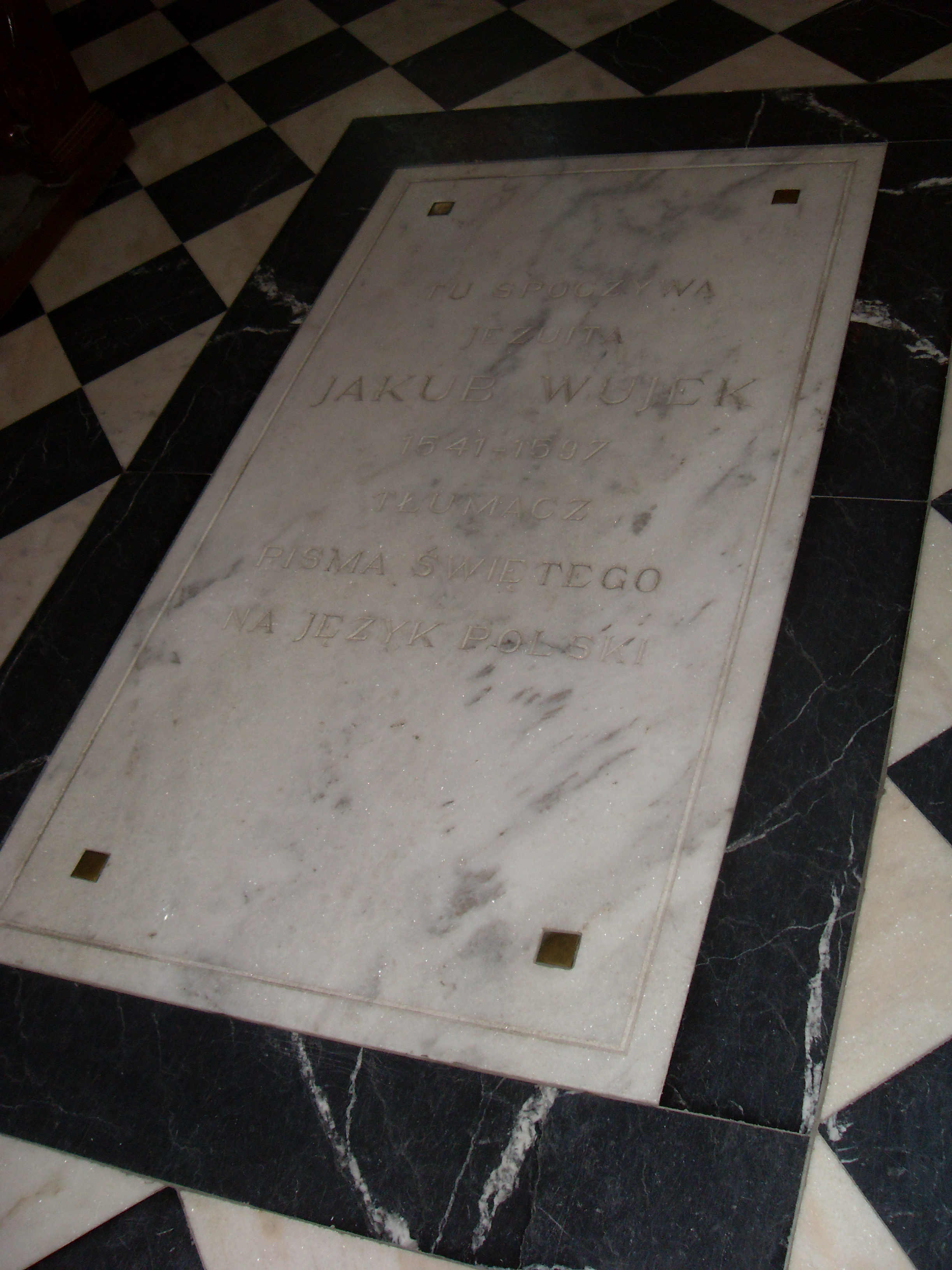
надгробна плита Я. Вуєка

Якуб Вуєк (пол. Jakub Wujek, 1541, Вонгровець — 1597) — польський католицький релігійний діяч, єзуїт, теолог, філософ. Автор перекладу Біблії польською мовою.

## Життєпис
Народився 1541 року у Вонгровці.
За даними Мечислава Орловича — перший ректор колегіуму єзуїтів у Львові. Викладав у Пултуському колегіумі єзуїтів
Над перекладом Біблії, що вийшла у Кракові 1599 року після його смерті, працював 15 років, закінчив наприкінці життя. У передмові до книги критикував Радзивіллівську (Берестейську) Біблію.
Помер 1597 року.